# Joachim Ignatz von Rotenhan
Joachim Ignatz von Rotenhan, zu Merzbach (* 1662; † 1736) aus dem Adelsgeschlecht Rotenhan war Beamter im Hochstift Bamberg.

## Leben
Von Rotenhan war der Sohn des bambergischen Oberkämmeres Georg Wolfgang von Rotenhan, zu Merzbach (1615–1695) und dessen Ehefrau Magarethe Susanne, geborene von Neuhausen, Erbin der Herrschaft Neuhausen auf den Fildern. Sein älterer Bruder Georg Wolfgang (1654–1687) wurde 1665 Kanoniker in Bamberg und 1666 in Würzburg, starb aber vor dem Vater. Sein jüngerer Bruder Heinrich Hartmann von Rotenhan (1671–1736) wurde Domherr in Bamberg und in Würzburg sowie Regierungspräsident in Bamberg.
Er war römisch-katholischen Glaubens und in erster Ehe mit Maria Elisabethe von Wernau und in zweiter Ehe mit Marie Amalie Truchseß von Wetzhausen verheiratet. Aus beiden Ehen stammten 16 Kinder, von denen 7 bereits im Kleinkindalter starben.
Er war Besitzer von Schloss Untermerzbach. Er übernahm von seinem Vater die Stelle eines Oberamtmanns im Amt Zeil und wurde 1717 zum Landrichter ernannt. Am 4. Oktober 1716 beurkundete der Bischof, ihm aufgrund seiner Verdienste das Recht der Vererbung der Stelle als Oberamtmanns an seinen Sohn. Entsprechend wurde sein Sohn Johann Karl Alexander von Rotenhan, zu Merzbach (1710–1777) am 19. Dezember 1733 zum Oberamtmann ernannt. Die beiden Söhne Philipp Rudolf Heinrich von Rotenhan und Lothar Franz Wilhelm von Rotenhan wurden Domherren in Würzburg.